# Graphical Editing Framework
Graphical Editing Framework (GEF) — фреймворк, специально разработанный для платформы Eclipse. Считается, что GEF довольно сложный фреймворк для изучения, но при этом он имеет ряд преимуществ по сравнению с другими фреймворками.
GEF состоит из следующих компонент:
- draw2d — используется для создания view-компонент
- Запросы/команды для редактирования модели
- Палитра инструментов, доступная пользователю

## Преимущества
- Имеется графическое представление модели с возможностью редактирования
- Встроенные инструменты для выбора, создания, соединения и др.
- Model-View-Controller концепция

## Концепция MVC
- Model: Модель данных должна быть реализована разработчиком, либо может уже существовать в программном обеспечении
- Controller: EditPart выступает в качестве контроллера. Обычно используется GraphicalEditPart. Для каждого элемента модели, включая коннекторы, должны быть созданы специфичные реализации EditPart. Слушатели (listeners) для модели должны быть определены с помощью функции EditPart.activate() и могут быть удалены с помощью функции EditPart.deactivate(). Если модель изменяется, то соответствующая ей компонента view также должна быть обновлена. Соответствующая модели компонента view создаётся с помощью функции .createFigure().
- View: Для каждого элемента модели, включая коннекторы, должна быть реализована соответствующая компонента view. Для этого должен быть реализован интерфейс IFigure библиотеки draw2d.

## EditPolicies
Общее поведение модели данных определяется политикой редактирования («Editpolicy»). Контроллер может предоставлять большое количество моделей поведения, путём сопоставления политики редактирования («Editpolicy») соответствующей роли («Role»). Политики редактирования могут добавляться и удаляться динамически.

## GEF и EMF
GEF может быть непосредственно использован с любой моделью данных, в том числе созданных с помощью Eclipse Modeling Framework. Graphical Modeling Framework предоставляет дополнительную инфраструктуру для диаграмм, которые используют или расширяют EMF модель лежащую в основе GMF.